# McDonnell LBD Gargoyle
McDonnell LBD-1 Gargoyle (sau có tên KBD-1) là một loại tên lửa không đối đất của Hoa Kỳ trong Chiến tranh thế giới II. Đây cũng là một trong những loại tên lửa tiền thân của tên lửa chống tàu hiện đại.